# Farmácia São Pedro
A antiga Farmácia São Pedro fica localizada no município de Poxoréu, no Mato Grosso. A construção fica na esquina na Rua Mato Grosso n.º 106.
A farmácia guarda, ainda em bom estado de conservação, um grande acervo de utensílios de manipulação, sais, vidros, balcões, livros de anotações e controle, entre outros objetos que pertenceram ao senhor Amarilio, como único que conhecia, naquela localidade, a ciência e manuseio dos produtos, fazendo parte da história de Poxoréu.